# Aglaophenia
Aglaophenia är ett släkte av nässeldjur. Aglaophenia ingår i familjen Aglaopheniidae.

## Bildgalleri

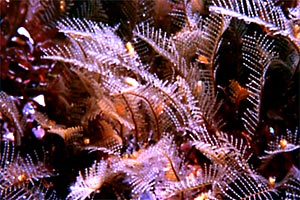
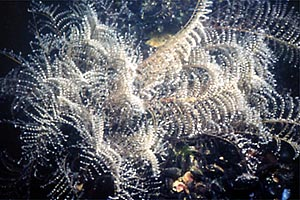
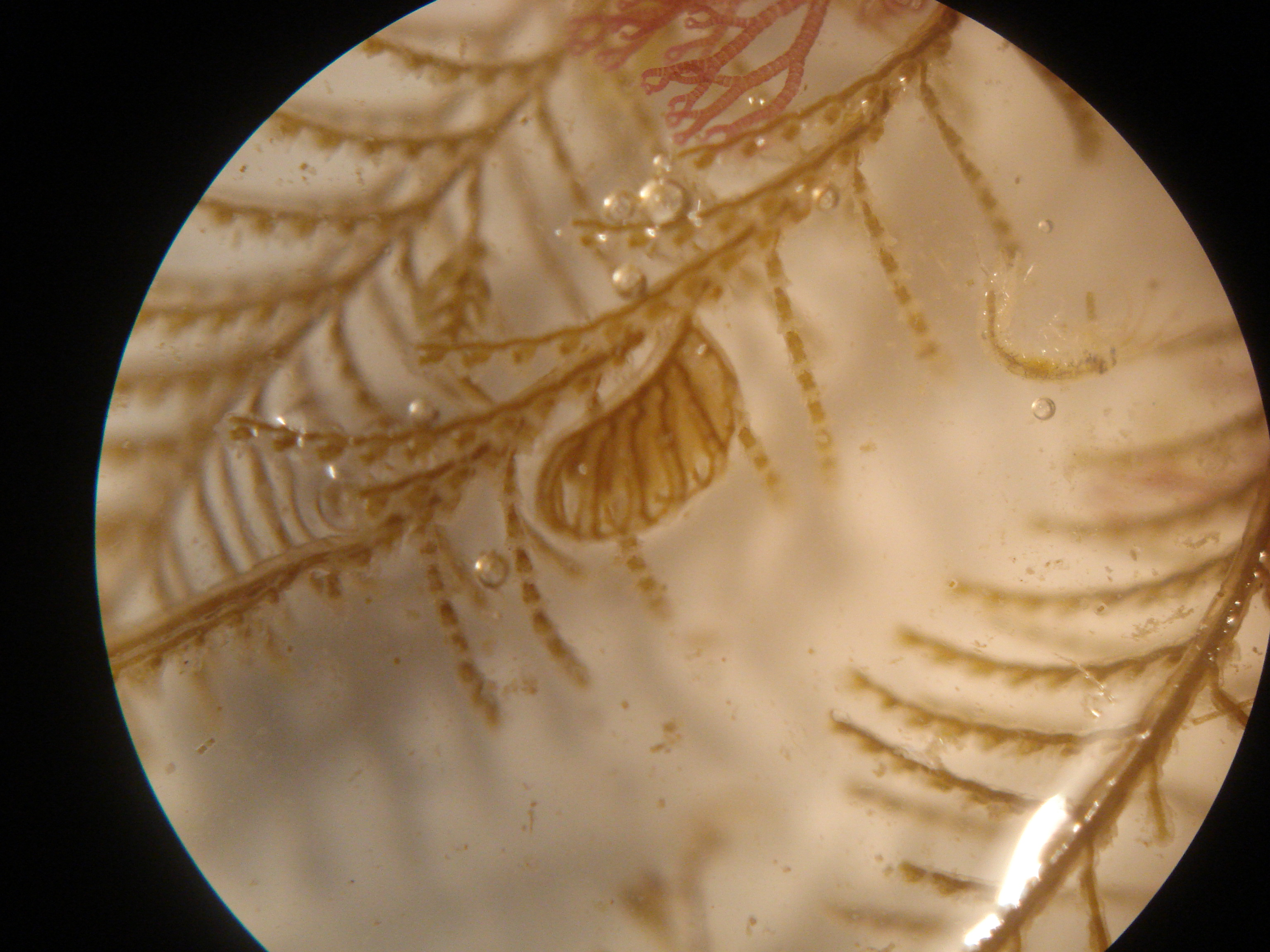
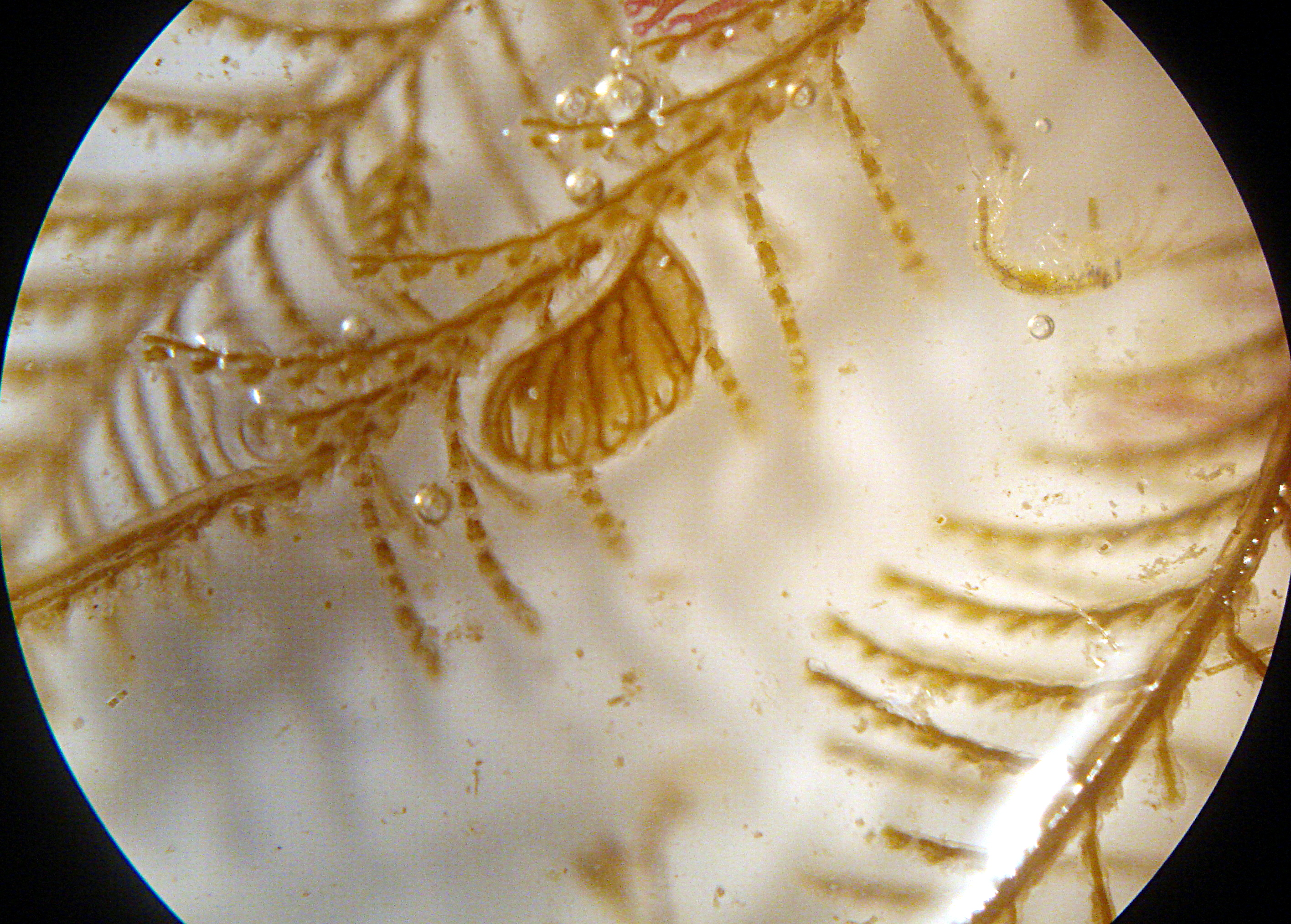
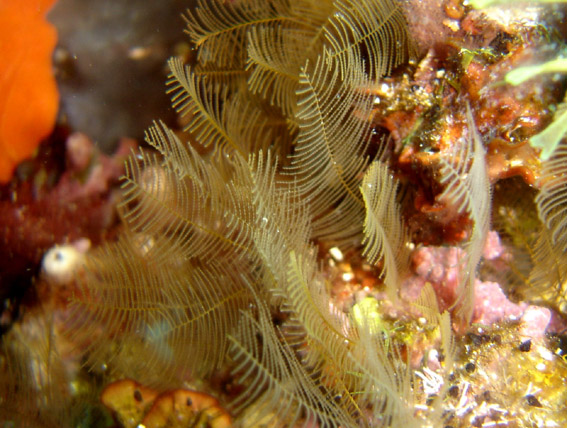
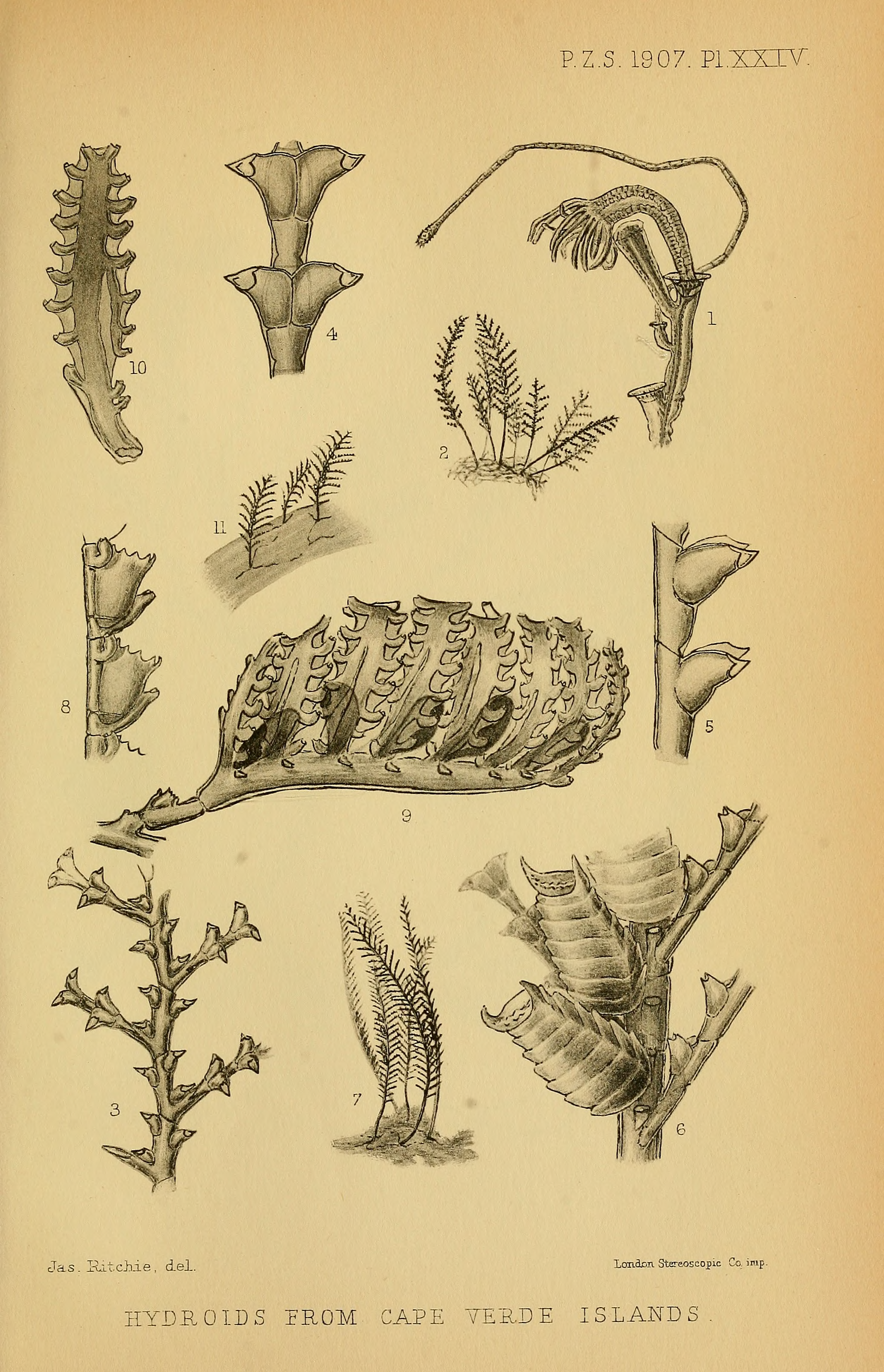

## Dottertaxa tillAglaophenia, i alfabetisk ordning[1][2]
- Aglaophenia acacia
- Aglaophenia acanthocarpa
- Aglaophenia allmani
- Aglaophenia alopecura
- Aglaophenia amoyensis
- Aglaophenia attenuata
- Aglaophenia bakeri
- Aglaophenia bicornuta
- Aglaophenia billardi
- Aglaophenia bilobidentata
- Aglaophenia carinifera
- Aglaophenia coarctata
- Aglaophenia constricta
- Aglaophenia cristifrons
- Aglaophenia cupressina
- Aglaophenia curvidens
- Aglaophenia dannevigi
- Aglaophenia decumbens
- Aglaophenia dentata
- Aglaophenia diegensis
- Aglaophenia difficilis
- Aglaophenia digitulus
- Aglaophenia dispar
- Aglaophenia divaricata
- Aglaophenia diversidentata
- Aglaophenia dubia
- Aglaophenia elongata
- Aglaophenia epizoica
- Aglaophenia filicula
- Aglaophenia fluxa
- Aglaophenia galatheae
- Aglaophenia gracillima
- Aglaophenia harpago
- Aglaophenia holubi
- Aglaophenia hystrix
- Aglaophenia inconspicua
- Aglaophenia inconstans
- Aglaophenia insignis
- Aglaophenia integriseptata
- Aglaophenia kirchenpaueri
- Aglaophenia latecarinata
- Aglaophenia lateseptata
- Aglaophenia latirostris
- Aglaophenia longicarpa
- Aglaophenia lophocarpa
- Aglaophenia meganema
- Aglaophenia mercatoris
- Aglaophenia octocarpa
- Aglaophenia octodonta
- Aglaophenia parvula
- Aglaophenia phyllocarpa
- Aglaophenia picardi
- Aglaophenia pinguis
- Aglaophenia pluma
- Aglaophenia plumosa
- Aglaophenia postdentata
- Aglaophenia praecisa
- Aglaophenia prominens
- Aglaophenia propingua
- Aglaophenia pseudoplumosa
- Aglaophenia pusilla
- Aglaophenia rhynchocarpa
- Aglaophenia rigida
- Aglaophenia septata
- Aglaophenia sibogae
- Aglaophenia sinuosa
- Aglaophenia struthionides
- Aglaophenia subspiralis
- Aglaophenia suensonii
- Aglaophenia svobodai
- Aglaophenia tasmanica
- Aglaophenia trifida
- Aglaophenia triplex
- Aglaophenia tubiformis
- Aglaophenia tubulifera
- Aglaophenia venusta
- Aglaophenia whiteleggei